# Имхотеп
Имхотеп (ок. 2750 пр.н.е.) е висш чиновник от времето на III египетска династия. Той е навярно първият гений, за чието съществуване има достоверни данни. Имхотеп е върховен жрец, астроном, мъдър съветник, архитект, лекар и първосвещеник, предполага се, че има заслуги за въвеждането на календара. В по-късните епохи е почитан като Бог на лечението, а гърците пренасят култа към него и го свързват със своя Бог на медицината – Асклепий. Имхотеп е един от малкото хора с неблагороден произход, които биват обожествени. Древните египтяни изпитвали към него такова уважение и възхищение, че по-късно го обявяват за покровител на писарите.

## Архитект
Архитект на първата пирамида – стъпаловидната пирамида на фараона Джосер в Сакара. Тя първоначално представлява обикновена каменна мастаба. На Имхотеп му хрумва идеята върху нея да бъдат построени още шест, все по-малки мастаби. Така се образува стъпаловидната пирамида, от която по-късно се развива правилната пирамида. Имхотеп е също свързан с проектирането на първия храм при Едфу.

## Лекар
Историците смятат, че най-старият запазен медицински текст, Папирусът на Едуин Смит, е базиран на писания на Имхотеп, въпреки че оцелялото копие е писано много след смъртта му. В него се описват травмите на 48 пациента, 27 от които са свързани с рани по главата. От текста личи, че Имхотеп смята че сърцето, а не мозъкът, е център на душата и разума.

## Галерия
- Стъпаловидната пирамида на фараона Джосер
- Храмът в Едфу